# هایلند (ایلینوی)
هایلند، ایلینوی (به انگلیسی: Highland, Illinois) یک سکونتگاه مسکونی در ایالات متحده آمریکا با جمعیت ۹٬۹۱۹ نفر است که در شهرستان مدیسن واقع شده‌است.